# Tench (lớp tàu ngầm)
Tàu ngầm lớp Tench là một lớp tàu ngầm được Hải quân Hoa Kỳ chế tạo vào giai đoạn cuối Chiến tranh Thế giới thứ hai. Chúng là sự cải tiến dựa trên các lớp   Gato và  Lớp Balao dẫn trước, chỉ lớn hơn khoảng 35-40 tấn nhưng được chế tạo chắc chắn hơn và cách bố trí bên trong tàu được cải tiến. Một thùng dằn được chuyển sang chứa nhiên liệu, cho phép nâng tầm xa hoạt động từ 11.000 nmi (20.000 km) lên 16.000 nmi (30.000 km), và cải tiến này cũng được áp dụng ngược trên một số chiếc của hai lớp Gato và Balao. Thêm những cải tiến khác được áp dụng kể từ chiếc SS-435, nên đôi khi được xem là lớp phụ Corsair. 
Thoạt tiên dự định sẽ đóng 80 tàu ngầm Tench, nhưng 51 chiếc đã bị hủy bỏ trong các năm 1944-1945 khi rõ ràng chúng không còn cần thiết để đánh bại Đế quốc Nhật Bản; 29 chiếc còn lại nhập biên chế trong giai đoạn từ tháng 10, 1944 (Tench) đến tháng 2, 1951 (Grenadier). USS Tigrone (AGSS-419) trở thành tàu ngầm lớp Tench cuối cùng, cũng như là tàu ngầm cuối cùng từng hoạt động Thế Chiến II, phục vụ cùng Hải quân Hoa Kỳ, khi nó được cho xuất biên chế vào ngày 27 tháng 6, 1975.

## Thiết kế
Sơ đồ bố trí hệ thống dẫn động diesel-điện vẫn giống như những chiếc lớp Balao sau cùng, với bốn động cơ diesel hai thì Fairbanks-Morse hoặc General Motors Cleveland Division, cung cấp điện cho hai động cơ điện lõi kép tốc độ chậm dẫn động trực tiếp hai trục chân vịt. Mọi chiếc (ngoại trừ Corsair) trang bị động cơ Fairbanks-Morse 38D 8-1/8 với 10 xylanh; riêng Corsair có động cơ GM 16-278A. Động cơ điện dẫn động trực tiếp hoạt động êm ái hơn nhiều so với hộp số giảm tốc trên các lớp trước, cũng như có độ tin cậy cao hơn, vì hộp số thường dễ bị hỏng sau chấn động khi mìn sâu kích nổ. Hai dàn ắc-quy acid-chì 126 cell kiểu Sargo cung cấp điện cho các động cơ và những hoạt động khác khi lặn.
Một khiếm khuyết trong thiết kế của các lớp tàu trước được Tench giải quyết là các ống xả hơi của các thùng dằn được bố trí bên trong lườn áp lực tại các phòng ngư lôi phía trước và phía sau; chúng có nhiệm vụ thoát khí khỏi các thùng dằn chính số 1 và số 7 để lặn xuống nhờ làm đầy nước bên trong. Tuy nhiên các ống này chứa nước ở áp lực cao khi lặn, và nếu chúng bị vỡ do chấn động bởi mìn sâu, phòng ngư lôi tương ứng sẽ bị ngập nước. Giải quyết vấn đề này thoạt tiên khá khó khăn do phải sắp xếp lại các thùng dằn chính. Thùng dằn chính số 1 được chuyển đến phía trước lườn áp lực, nơi nó có thể xả hơi trực tiếp lên cấu trúng thượng tầng nên hoàn toàn loại bỏ ống dẫn. Và sau khi tính toán lại độ ổn định và độ nổi, thùng dằn chính số 7 trở nên dư thừa nên được chuyển đổi thành công năng kép thùng dằn/thùng nhiên liệu, giúp nâng cao tầm xa hoạt động. Các thay đổi này đưa đến việc sắp xếp lại các ống dẫn cũng như vị trí của các thùng khác, nhưng tất cả đều ở bên trong tàu. Vì vậy dáng vẻ bên ngoài của lớp  Tench không thể phân biệt được với lớp Balao, ngoại trừ góc nhọn hơn phía dưới mũi tàu (chỉ nhìn thấy khi tàu ngầm đi vào ụ). Một điểm khác biệt nữa phía bên ngoài là không còn hai bầu nhỏ ở vị trí phòng động cơ, nơi trước đây bố trí hộp số giảm tốc cho động cơ điện.
Một lợi ích có được do việc bố trí lại các thùng dằn là các tàu ngầm giờ đây có thể mang thêm bốn quả ngư lôi ở phòng ngư lôi phía trước, nâng tổng số ngư lôi mang theo lên 28 quả. Đây là một thay đổi được thủy thủ tàu ngầm đặt ra từ rất lâu, nhưng không thể đáp ứng trên những thiết kế cũ do thiếu chỗ trống bên trong các phòng ngư lôi.
Nhiều mục tiêu tại Mặt trận Thái Bình Dương là thuyền buồm hay tàu nhỏ không cần đến ngư lôi để tiêu diệt, nên khẩu hải pháo trên boong tiếp tục là một vũ khí quan trọng. Nhờ kinh nghiệm trong chiến tranh, hầu hết những chiếc lớp Tench đều trang bị pháo 5 in (127 mm)/25 caliber, và một số chiếc có đến hai khẩu. Pháo phòng không bao gồm Bofors 40 mm nòng đơn và 20mm Oerlikon nòng đôi, thường là một khẩu mỗi loại.

### Thủy lôi
Giống như nhiều lớp tàu ngầm dẫn trước, lớp Tench có thể mang theo thủy lôi thay cho ngư lôi. Đối với kiểu mìn Mk 10 và Mk 12 sử dụng trong Thế Chiến II, hai quả mìn có thể thay chỗ cho mỗi quả ngư lôi, nên trên lý thuyết tàu ngầm lớp Tench có thể mang theo tối đa 56 quả mìn. Tuy nhiên học thuyết của Hải quân Hoa Kỳ yêu cầu giữ lại ít nhất bốn quả ngư lôi trong mỗi nhiệm vụ rải mìn, nên nhiều tài liệu thường nêu con số 40 thủy lôi mang theo, đơn thuần tính toán dựa trên học thuyết bốn quả ngư lôi nói trên và khả năng mang theo của các lớp Gato và Balao. Trong thực tế vào thời chiến, các tàu ngầm thường mang theo ít nhất tám quả ngư lôi, và các bãi mìn lớn nhất rải 32 quả thủy lôi. Sau chiến tranh, kiểu thủy lôi Mk 49 thay thế cho kiểu Mk 12, trong khi kiểu Mk 27 cũng được vận chuyển nhưng chỉ cho phép thay thế một thủy lôi bằng một ngư lôi.

## Chế tạo
29 chiếc lớp Tench đã được chế tạo vào cuối Thế Chiến II và sau đó, nhập biên chế từ tháng 10, 1944 đến tháng 2, 1951, trong đó 11 chiếc nhập biên chế sau chiến tranh. Không có chiếc nào trong lớp này bị mất trong Thế Chiến II. Khi phục vụ cùng Hải quân Pakistan, chiếc  PNS Ghazi (nguyên là Diablo (SS-479)) bị mất vào ngày 4 tháng 12, 1971 trong cuộc Chiến tranh Ấn Độ-Pakistan năm 1971, có thể do trúng thủy lôi. Một số đã phục vụ cùng Hải quân Hoa Kỳ cho đến giữa thập niên 1970, và phục vụ cùng hải quân các nước khác cho đến thập niên 1990. Đặc biệt Hai Shih (nguyên là Cutlass) vẫn còn hoạt động cùng Hải quân Trung Hoa dân quốc (Đài Loan), tính cho đến tháng 7, 2021.
Ngoại trừ một chiếc, tất cả tàu ngầm lớp Tench đều được chế tạo tại các xưởng tàu của chính phủ: các Xưởng hải quân Portsmouth và Boston. Hai chiếc USS Wahoo (SS-516) và một chiếc khác chưa đặt tên được đặt lườn lại Xưởng hải quân Mare Island, nhưng bị hủy bỏ và tháo dỡ trước khi hoàn tất. Khi chiến tranh rõ ràng sắp kết thúc và còn một số lớn tàu lớp Balao đang chờ được đóng, Electric Boat Company chỉ được hợp đồng chế tạo ba chiếc, và trong đó chỉ có Corsair được hoàn tất. Một nhà thầu phụ của Electric Boat là Manitowoc Shipbuilding Company tại Manitowoc, Wisconsin cũng còn đang vướng bận các hợp đồng đóng lớp Balao nên không được giao thêm chiếc Tench nào. Cramp Shipbuilding Company tại Philadelphia gặp khó khăn về lực lượng lao động và cung ứng, nên cũng không nhận thêm hợp đồng nào.

### Hủy bỏ
Có tổng cộng 125 tàu ngầm Hoa Kỳ bị hủy bỏ chế tạo trong Thế Chiến II, tất cả ngoại trừ ba chiếc đều trong giai đoạn từ ngày 29 tháng 7, 1944 đến ngày 12 tháng 8, 1945; riêng các chiếc USS Wahoo (SS-516), Unicorn (SS-436) và Walrus (SS-437) bị hủy bỏ vào ngày 7 tháng 1, 1946. Các nguồn nêu số liệu khác nhau về việc có bao nhiêu chiếc Balao và bao nhiêu chiếc Tench bị hủy bỏ. Một số tham khảo đơn giản cho rằng mọi tàu ngầm với số hiệu sau SS-416 đều là lớp Tench; tuy nhiên Trumpetfish (SS-425) và Tusk (SS-426) đã hoàn tất như những tàu ngầm Balao. Căn cứ theo nguồn Đăng bạ tàu Hải quân Hoa Kỳ, mọi tàu ngầm không được đặt hàng như là lớp Tench đều là lớp Balao, đồng thời những chiếc SS-551-562 thuộc về một lớp tàu trong tương lai đang được thiết kế. Những chiếc lớp Tench bị hủy bỏ Unicorn và Walrus đã được hạ thủy trong tình trạng chưa hoàn tất, chưa từng nhập biên chế, nhưng được đưa về thành phần dự bị cho đến khi rút đăng bạ vào năm 1958 và tháo dỡ vào năm 1959. Vì vậy số tàu ngầm bị hủy bỏ, kể cả những chiếc chưa hoàn tất, bao gồm: SS-353-360 (Balao), 379–380 (Balao), 427–434 (Balao), 436–437 (Tench), 438–474 (Balao), 491–521 (Tench), 526-529 (Tench), 530–536 (Balao), 537-550 (Tench), và 551-562 (lớp tàu tương lai).

## Những chiếc trong lớp
| Tên (số hiệu)        | Xưởng tàu                                         | Đặt lườn         | Hạ thủy           | Nhập biên chế/Tái biên chế | Xuất biên chế     | Số phận |
| -------------------- | ------------------------------------------------- | ---------------- | ----------------- | -------------------------- | ----------------- | --- |
| Tench (SS-417)       | Xưởng hải quân Portsmouth, Kittery, Maine         | 1 tháng 4, 1944  | 7 tháng 7, 1944   | 6 tháng 10, 1944           | tháng 1, 1947     | GUPPY IA 1951; AGSS 1 tháng 10, 1969; SS 30 tháng 6, 1971; rút đăng bạ 15 tháng 8, 1973; bán cho Peru để làm nguồn phụ tùng 16 tháng 9, 1976                                                                      |
| Tench (SS-417)       | Xưởng hải quân Portsmouth, Kittery, Maine         | 1 tháng 4, 1944  | 7 tháng 7, 1944   | tháng 10, 1950             | 8 tháng 5, 1970   | GUPPY IA 1951; AGSS 1 tháng 10, 1969; SS 30 tháng 6, 1971; rút đăng bạ 15 tháng 8, 1973; bán cho Peru để làm nguồn phụ tùng 16 tháng 9, 1976                                                                      |
| Thornback (SS-418)   | Xưởng hải quân Portsmouth, Kittery, Maine         | 5 tháng 4, 1944  | 7 tháng 7, 1944   | 13 tháng 10, 1944          | 6 tháng 4, 1946   | GUPPY IIA 1953; chuyển cho Thổ Nhĩ Kỳ như là Uluçalireis 1 tháng 7, 1971; rút đăng bạ và bán cho Thổ Nhĩ Kỳ 1 tháng 8, 1973; xuất biên chế 7 tháng 8, 2000; tàu bảo tàng tại Istanbul, Thổ Nhĩ Kỳ                 |
| Thornback (SS-418)   | Xưởng hải quân Portsmouth, Kittery, Maine         | 5 tháng 4, 1944  | 7 tháng 7, 1944   | 2 tháng 10, 1953           | 1 tháng 7, 1971   | GUPPY IIA 1953; chuyển cho Thổ Nhĩ Kỳ như là Uluçalireis 1 tháng 7, 1971; rút đăng bạ và bán cho Thổ Nhĩ Kỳ 1 tháng 8, 1973; xuất biên chế 7 tháng 8, 2000; tàu bảo tàng tại Istanbul, Thổ Nhĩ Kỳ                 |
| Tigrone (SS-419)     | Xưởng hải quân Portsmouth, Kittery, Maine         | 8 tháng 5, 1944  | 20 tháng 7, 1944  | 25 tháng 10, 1944          | 30 tháng 3, 1946  | SSR 5 tháng 4, 1948; SS 1 tháng 3, 1961, AGSS (tàu thử nghiệm sonar) 1 tháng 12, 1963; rút đăng bạ 27 tháng 6, 1975; đánh chìm như mục tiêu 25 tháng 10, 1976                                                     |
| Tigrone (SS-419)     | Xưởng hải quân Portsmouth, Kittery, Maine         | 8 tháng 5, 1944  | 20 tháng 7, 1944  | 1 tháng 11, 1948           | 1 tháng 11, 1957  | SSR 5 tháng 4, 1948; SS 1 tháng 3, 1961, AGSS (tàu thử nghiệm sonar) 1 tháng 12, 1963; rút đăng bạ 27 tháng 6, 1975; đánh chìm như mục tiêu 25 tháng 10, 1976                                                     |
| Tigrone (SS-419)     | Xưởng hải quân Portsmouth, Kittery, Maine         | 8 tháng 5, 1944  | 20 tháng 7, 1944  | 10 tháng 3, 1962           | 27 tháng 6, 1975  | SSR 5 tháng 4, 1948; SS 1 tháng 3, 1961, AGSS (tàu thử nghiệm sonar) 1 tháng 12, 1963; rút đăng bạ 27 tháng 6, 1975; đánh chìm như mục tiêu 25 tháng 10, 1976                                                     |
| Tirante (SS-420)     | Xưởng hải quân Portsmouth, Kittery, Maine         | 28 tháng 4, 1944 | 9 tháng 8, 1944   | 6 tháng 11, 1944           | 20 tháng 7, 1946  | GUPPY IIA 1953; rút đăng bạ 1 tháng 10, 1973; bán để tháo dỡ 21 tháng 3, 1974 |
| Tirante (SS-420)     | Xưởng hải quân Portsmouth, Kittery, Maine         | 28 tháng 4, 1944 | 9 tháng 8, 1944   | 26 tháng 11, 1952          | 1 tháng 10, 1973  | GUPPY IIA 1953; rút đăng bạ 1 tháng 10, 1973; bán để tháo dỡ 21 tháng 3, 1974 |
| Trutta (SS-421)      | Xưởng hải quân Portsmouth, Kittery, Maine         | 22 tháng 5, 1944 | 18 tháng 8, 1944  | 16 tháng 11, 1944          | tháng 3, 1946     | GUPPY IIA 1953; rút đăng bạ và bán cho Thổ Nhĩ Kỳ như là chiếc Cerbe 1 tháng 7, 1972; xuất biên chế 23 tháng 7, 1999; bán để tháo dỡ                                                                              |
| Trutta (SS-421)      | Xưởng hải quân Portsmouth, Kittery, Maine         | 22 tháng 5, 1944 | 18 tháng 8, 1944  | 1 tháng 3, 1951            | 14 tháng 5, 1952  | GUPPY IIA 1953; rút đăng bạ và bán cho Thổ Nhĩ Kỳ như là chiếc Cerbe 1 tháng 7, 1972; xuất biên chế 23 tháng 7, 1999; bán để tháo dỡ                                                                              |
| Trutta (SS-421)      | Xưởng hải quân Portsmouth, Kittery, Maine         | 22 tháng 5, 1944 | 18 tháng 8, 1944  | 2 tháng 1, 1953            | 1 tháng 7, 1972   | GUPPY IIA 1953; rút đăng bạ và bán cho Thổ Nhĩ Kỳ như là chiếc Cerbe 1 tháng 7, 1972; xuất biên chế 23 tháng 7, 1999; bán để tháo dỡ                                                                              |
| Toro (SS-422)        | Xưởng hải quân Portsmouth, Kittery, Maine         | 27 tháng 5, 1944 | 23 tháng 8, 1944  | 8 tháng 12, 1944           | 2 tháng 2, 1946   | AGSS 1 tháng 7, 1962; rút đăng bạ 1 tháng 4, 1963; bán để tháo dỡ tháng 4, 1965 |
| Toro (SS-422)        | Xưởng hải quân Portsmouth, Kittery, Maine         | 27 tháng 5, 1944 | 23 tháng 8, 1944  | 13 tháng 5, 1947           | 11 tháng 3, 1963  | AGSS 1 tháng 7, 1962; rút đăng bạ 1 tháng 4, 1963; bán để tháo dỡ tháng 4, 1965 |
| Torsk (SS-423)       | Xưởng hải quân Portsmouth, Kittery, Maine         | 7 tháng 6, 1944  | 6 tháng 9, 1944   | 16 tháng 12, 1944          | 4 tháng 3, 1968   | Fleet Snorkel 1952; AGSS 1 tháng 5, 1968; PT 1968-1971; IXSS 30 tháng 6, 1971; rút đăng bạ 15 tháng 12, 1971; đài tưởng niệm tại Baltimore, Maryland                                                              |
| Torsk (SS-423)       | Xưởng hải quân Portsmouth, Kittery, Maine         | 7 tháng 6, 1944  | 6 tháng 9, 1944   | 4 tháng 3, 1968            | 15 tháng 12, 1971 | Fleet Snorkel 1952; AGSS 1 tháng 5, 1968; PT 1968-1971; IXSS 30 tháng 6, 1971; rút đăng bạ 15 tháng 12, 1971; đài tưởng niệm tại Baltimore, Maryland                                                              |
| Quillback (SS-424)   | Xưởng hải quân Portsmouth, Kittery, Maine         | 27 tháng 6, 1944 | 1 tháng 10, 1944  | 29 tháng 12, 1944          | tháng 4, 1952     | GUPPY IIA 1953; rút đăng bạ 23 tháng 3, 1973; bán để tháo dỡ 21 tháng 3, 1974 |
| Quillback (SS-424)   | Xưởng hải quân Portsmouth, Kittery, Maine         | 27 tháng 6, 1944 | 1 tháng 10, 1944  | 27 tháng 2, 1953           | 23 tháng 3, 1973  | GUPPY IIA 1953; rút đăng bạ 23 tháng 3, 1973; bán để tháo dỡ 21 tháng 3, 1974 |
| Corsair (SS-435)     | Electric Boat Company, Groton, Connecticut        | 1 tháng 3, 1945  | 3 tháng 5, 1946   | 8 tháng 11, 1946           | 1 tháng 2, 1963   | AGSS 1 tháng 4, 1960; rút đăng bạ 1 tháng 2, 1963; bán để tháo dỡ 21 tháng 10, 1963 |
| Unicorn (SS-436)     | Electric Boat Company, Groton, Connecticut        | 21 tháng 6, 1945 | 1 tháng 8, 1946   | —                          | —                 | Hủy bỏ 7 tháng 1, 1946; hoàn tất 3 tháng 9, 1946 nhưng chưa từng nhập biên chế; xóa đăng bạ 9 tháng 6, 1958; bán để tháo dỡ 10 tháng 7, 1959                                                                      |
| Walrus (SS-437)      | Electric Boat Company, Groton, Connecticut        | 21 tháng 6, 1945 | 20 tháng 9, 1946  | —                          | —                 | Hủy bỏ 7 tháng 1, 1946; hoàn tất 2 tháng 10, 1946 nhưng chưa từng nhập biên chế; xóa đăng bạ 9 tháng 6, 1958; bán để tháo dỡ 7 tháng 10, 1959                                                                     |
| Argonaut (SS-475)    | Xưởng hải quân Portsmouth, Kittery, Maine         | 28 tháng 6, 1944 | 1 tháng 10, 1944  | 15 tháng 1, 1945           | 2 tháng 12, 1968  | Fleet Snorkel 1952; rút đăng bạ và bán cho Canada như là chiếc HMCS Rainbow 2 tháng 12, 1968; xuất biên chế 31 tháng 12, 1974; bán để tháo dỡ 24 tháng 3, 1977                                                    |
| Runner (SS-476)      | Xưởng hải quân Portsmouth, Kittery, Maine         | 10 tháng 7, 1945 | 17 tháng 10, 1944 | 6 tháng 2, 1945            | 29 tháng 6, 1970  | Fleet Snorkel 1952; AGSS 1 tháng 2, 1969; PT 1970-1971; IXSS 30 tháng 6, 1971; xóa đăng bạ 15 tháng 12, 1971; bán để tháo dỡ 19 tháng 6, 1973                                                                     |
| Runner (SS-476)      | Xưởng hải quân Portsmouth, Kittery, Maine         | 10 tháng 7, 1945 | 17 tháng 10, 1944 | 29 tháng 6, 1970           | 15 tháng 12, 1971 | Fleet Snorkel 1952; AGSS 1 tháng 2, 1969; PT 1970-1971; IXSS 30 tháng 6, 1971; xóa đăng bạ 15 tháng 12, 1971; bán để tháo dỡ 19 tháng 6, 1973                                                                     |
| Conger (SS-477)      | Xưởng hải quân Portsmouth, Kittery, Maine         | 11 tháng 7, 1944 | 17 tháng 10, 1944 | 14 tháng 2, 1945           | 29 tháng 7, 1963  | AGSS 9 tháng 3, 1962; xóa đăng bạ 1 tháng 8, 1963, bán để tháo dỡ 9 tháng 7, 1964 |
| Cutlass (SS-478)     | Xưởng hải quân Portsmouth, Kittery, Maine         | 22 tháng 7, 1944 | 5 tháng 11, 1944  | 17 tháng 3, 1945           | 12 tháng 4, 1973  | GUPPY II 1948; xóa đăng bạ và bán cho Đài Loan như là chiếc Hai Shih 12 tháng 4, 1973, hiện vẫn hoạt động tính đến tháng 7, 2021                                                                                  |
| Diablo (SS-479)      | Xưởng hải quân Portsmouth, Kittery, Maine         | 11 tháng 8, 1944 | 1 tháng 12, 1944  | 31 tháng 3, 1945           | 1 tháng 6, 1964   | AGSS 19 tháng 7, 1962; Fleet Snorkel 1964; xóa đăng bạ và bán cho Pakistan như là chiếc Ghazi 1 tháng 6, 1964; mất do tai nạn 4 tháng 12, 1971                                                                    |
| Medregal (SS-480)    | Xưởng hải quân Portsmouth, Kittery, Maine         | 21 tháng 8, 1944 | 15 tháng 12, 1944 | 14 tháng 4, 1945           | 1 tháng 8, 1970   | Fleet Snorkel 1952; AGSS 1 tháng 5, 1967; SS 1 tháng 10, 1969; xóa đăng bạ 1 tháng 8, 1970, bán để tháo dỡ 13 tháng 6, 1972                                                                                       |
| Requin (SS-481)      | Xưởng hải quân Portsmouth, Kittery, Maine         | 24 tháng 8, 1944 | 1 tháng 1, 1945   | 28 tháng 4, 1945           | 2 tháng 12, 1968  | SSR 20 tháng 1, 1948; SS 15 tháng 8, 1959; AGSS 29 tháng 6, 1968; PT 1969-1971; IXSS 30 tháng 6, 1971; xóa đăng bạ 20 tháng 12, 1971; đài tưởng niệm tại Pittsburgh, Pennsylvania                                 |
| Requin (SS-481)      | Xưởng hải quân Portsmouth, Kittery, Maine         | 24 tháng 8, 1944 | 1 tháng 1, 1945   | 2 tháng 12, 1968           | 20 tháng 12, 1971 | SSR 20 tháng 1, 1948; SS 15 tháng 8, 1959; AGSS 29 tháng 6, 1968; PT 1969-1971; IXSS 30 tháng 6, 1971; xóa đăng bạ 20 tháng 12, 1971; đài tưởng niệm tại Pittsburgh, Pennsylvania                                 |
| Irex (SS-482)        | Xưởng hải quân Portsmouth, Kittery, Maine         | 2 tháng 10, 1944 | 26 tháng 1, 1945  | 14 tháng 5, 1945           | 17 tháng 11, 1969 | Nguyên mẫu Fleet Snorkel 1947, AGSS 30 tháng 6, 1969; xóa đăng bạ 17 tháng 11, 1969, bán để tháo dỡ 13 tháng 9, 1971                                                                                              |
| Sea Leopard (SS-483) | Xưởng hải quân Portsmouth, Kittery, Maine         | 7 tháng 11, 1944 | 2 tháng 3, 1945   | 11 tháng 6, 1945           | 27 tháng 3, 1973  | GUPPY II 1949; xóa đăng bạ và bán cho Brazil như là chiếc Bahia 27 tháng 3, 1973; xuất biên chế và tháo dỡ 1998                                                                                                   |
| Odax (SS-484)        | Xưởng hải quân Portsmouth, Kittery, Maine         | 4 tháng 12, 1944 | 10 tháng 4, 1945  | 11 tháng 7, 1945           | 8 tháng 7, 1972   | GUPPY I 1947; GUPPY II 1951; xóa đăng bạ và bán cho Brazil như là chiếc Rio de Janeiro 8 tháng 7, 1972; xuất biên chế 16 tháng 11, 1978; bán để tháo dỡ 18 tháng 6, 1981                                          |
| Sirago (SS-485)      | Xưởng hải quân Portsmouth, Kittery, Maine         | 3 tháng 1, 1945  | 11 tháng 5, 1945  | 13 tháng 8, 1945           | 1 tháng 6, 1972   | GUPPY II 1949; xóa đăng bạ 1 tháng 6, 1972; bán để tháo dỡ 2 tháng 5, 1973 |
| Pomodon (SS-486)     | Xưởng hải quân Portsmouth, Kittery, Maine         | 29 tháng 1, 1945 | 12 tháng 6, 1945  | 11 tháng 9, 1945           | 1 tháng 4, 1955   | GUPPY I 1947; GUPPY II 1951; xóa đăng bạ 1 tháng 8, 1970; bán để tháo dỡ 26 tháng 1, 1972 |
| Pomodon (SS-486)     | Xưởng hải quân Portsmouth, Kittery, Maine         | 29 tháng 1, 1945 | 12 tháng 6, 1945  | 2 tháng 7, 1955            | 1 tháng 8, 1970   | GUPPY I 1947; GUPPY II 1951; xóa đăng bạ 1 tháng 8, 1970; bán để tháo dỡ 26 tháng 1, 1972 |
| Remora (SS-487)      | Xưởng hải quân Portsmouth, Kittery, Maine         | 5 tháng 3, 1945  | 12 tháng 7, 1945  | 3 tháng 1, 1946            | 29 tháng 10, 1973 | GUPPY II 1947; GUPPY III 1962; xóa đăng bạ và bán cho Hy Lạp như là chiếc Katsonis 29 tháng 10, 1973; xuất biên chế 30 tháng 3, 1993; bán để tháo dỡ                                                              |
| Sarda (SS-488)       | Xưởng hải quân Portsmouth, Kittery, Maine         | 12 tháng 4, 1945 | 24 tháng 8, 1945  | 19 tháng 4, 1946           | 1 tháng 6, 1964   | AGSS 19 tháng 7, 1962; rút đăng bạ 1 tháng 6, 1964; bán để tháo dỡ 14 tháng 5, 1965 |
| Spinax (SS-489)      | Xưởng hải quân Portsmouth, Kittery, Maine         | 14 tháng 5, 1945 | 20 tháng 11, 1945 | 20 tháng 9, 1946           | 11 tháng 10, 1969 | Hoàn tất như tàu ngàm cột mốc radar; SSR 20 tháng 1, 1948; SS 15 tháng 8, 1959; AGSS 30 tháng 6, 1969; rút đăng bạ 11 tháng 10, 1969, bán để tháo dỡ 13 tháng 6, 1972                                             |
| Volador (SS-490)     | Xưởng hải quân Portsmouth, Kittery, Maine         | 15 tháng 6, 1945 | 21 tháng 5, 1948  | 1 tháng 10, 1948           | 18 tháng 8, 1972  | Hoàn tất với GUPPY II 1948; GUPPY III 1963; chuyển cho Ý như là chiếc Gianfranco Gazzana Priaroggia 18 tháng 8, 1972; rút đăng bạ và bán cho Ý 5 tháng 12, 1977; xuất biên chế 31 tháng 5, 1981, không rõ số phận |
| Pompano (SS-491)     | Xưởng hải quân Portsmouth, Kittery, Maine         | 16 tháng 7, 1945 | —                 | —                          | —                 | Hủy bỏ 12 tháng 8, 1945, tháo dỡ tại xưởng tàu |
| Grayling (SS-492)    | Xưởng hải quân Portsmouth, Kittery, Maine         | —                | —                 | —                          | —                 | Hủy bỏ 12 tháng 8, 1945 |
| Needlefish (SS-493)  | Xưởng hải quân Portsmouth, Kittery, Maine         | —                | —                 | —                          | —                 | Hủy bỏ 12 tháng 8, 1945 |
| Sculpin (SS-494)     | Xưởng hải quân Portsmouth, Kittery, Maine         | —                | —                 | —                          | —                 | Hủy bỏ 12 tháng 8, 1945 |
| SS-495 – SS-515      | Xưởng hải quân Portsmouth, Kittery, Maine         | —                | —                 | —                          | —                 | Hủy bỏ 29 tháng 7, 1944 |
| Wahoo (SS-516)       | Xưởng hải quân Mare Island, Vallejo, California   | 15 tháng 5, 1944 | —                 | —                          | —                 | Hủy bỏ 7 tháng 1, 1946, tháo dỡ tại xưởng tàu |
| SS-517               | Xưởng hải quân Mare Island, Vallejo, California   | 29 tháng 6, 1944 | —                 | —                          | —                 | Hủy bỏ 29 tháng 7, 1944; tháo dỡ tại xưởng tàu |
| Wahoo (SS-518)       | Xưởng hải quân Mare Island, Vallejo, California   | —                | —                 | —                          | —                 | Hủy bỏ 29 tháng 7, 1944 |
| SS-519 – SS-521      | Xưởng hải quân Mare Island, Vallejo, California   | —                | —                 | —                          | —                 | Hủy bỏ 29 tháng 7, 1944 |
| Amberjack (SS-522)   | Xưởng hải quân Boston, Charlestown, Massachusetts | 8 tháng 2, 1944  | 15 tháng 12, 1944 | 4 tháng 3, 1946            | 17 háng 10, 1973  | GUPPY II 1947; rút đăng bạ và bán cho Brazil như là chiếc Ceará 17 tháng 10, 1973; không rõ số phận |
| Grampus (SS-523)     | Xưởng hải quân Boston, Charlestown, Massachusetts | 8 tháng 2, 1944  | 15 tháng 12, 1944 | 26 tháng 10, 1949          | 13 tháng 5, 1972  | Hoàn tất với GUPPY II; rút đăng bạ và bán cho Brazil như là chiếc Rio Grande do Sul 13 tháng 5, 1972, bán để tháo dỡ 18 tháng 6, 1981                                                                             |
| Pickerel (SS-524)    | Xưởng hải quân Boston, Charlestown, Massachusetts | 8 tháng 2, 1944  | 15 tháng 12, 1944 | 4 tháng 4, 1949            | 18 tháng 8, 1972  | Hoàn tất với GUPPY II; GUPPY III 1962; rút đăng bạ và chuyển cho Ý như là chiếc Primo Longobordo 18 tháng 8, 1972; bán cho Ý 5 tháng 12, 1977; xuất biên chế 31 tháng 1, 1980; bán để tháo dỡ 31 tháng 5, 1981    |
| Grenadier (SS-525)   | Xưởng hải quân Boston, Charlestown, Massachusetts | 8 tháng 2, 1944  | 15 tháng 12, 1944 | 10 tháng 2, 1951           | 15 tháng 5, 1973  | Hoàn tất với GUPPY II; rút đăng bạ và bán cho Venezuela như là chiếc Picua 15 tháng 5, 1973; xuất biên chế 16 tháng 11, 1978; rút đăng bạ 1 tháng 1, 1980, bán để tháo dỡ 18 tháng 6, 1981                        |
| Dorado (SS-526)      | Xưởng hải quân Boston, Charlestown, Massachusetts | —                | —                 | —                          | —                 | Hủy bỏ 29 tháng 7, 1944 |
| Comber (SS-527)      | Xưởng hải quân Boston, Charlestown, Massachusetts | —                | —                 | —                          | —                 | Hủy bỏ 29 tháng 7, 1944 |
| Sea Panther (SS-528) | Xưởng hải quân Boston, Charlestown, Massachusetts | —                | —                 | —                          | —                 | Hủy bỏ 29 tháng 7, 1944 |
| Tiburon (SS-529)     | Xưởng hải quân Boston, Charlestown, Massachusetts | —                | —                 | —                          | —                 | Hủy bỏ 29 tháng 7, 1944 |
| SS-537 – SS-544      | Xưởng hải quân Boston, Charlestown, Massachusetts | —                | —                 | —                          | —                 | Hủy bỏ 29 tháng 7, 1944 |
| SS-545 – SS-547      | Electric Boat Company, Groton, Connecticut        | —                | —                 | —                          | —                 | Hủy bỏ 28 tháng 3, 1945 |
| SS-548 – SS-550      | Xưởng hải quân Portsmouth, Kittery, Maine         | —                | —                 | —                          | —                 | Hủy bỏ 27 tháng 3, 1945 |

## Phục vụ

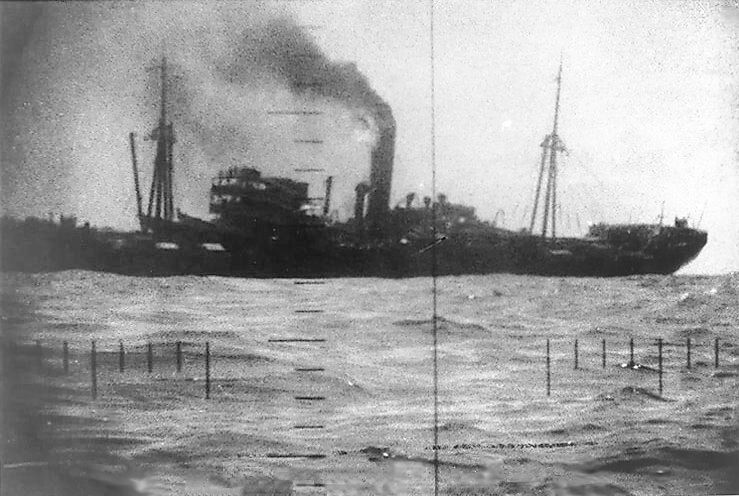
Ảnh chụp qua kính tiềm vọng một tàu buôn Nhật Bản đang đắm sau khi trúng ngư lôi

### Hải quân Hoa Kỳ
Mười chiếc trong tổng số 29 chiếc lớp Tench đã hoàn tất kịp lúc để tham gia tuần tra trong Chiến tranh Thế giới thứ hai, bắt đầu từ cuối năm 1944. Chúng giúp kết thúc công việc mà các lớp tàu ngầm dẫn trước hầu như đã hoàn thành: phá hủy hầu hết hạm đội tàu buôn Nhật Bản. Một đóng góp đáng kể khác là giải cứu những phi công bị bắn rơi gần Okinawa và chính quốc Nhật Bản. Thêm hai chiếc Cutlass và Diablo đã tiến vào vùng biển Nhật Bản trong chuyến tuần tra đầu tiên của chúng vào đúng ngày 13 tháng 8, khi lệnh ngừng bắn được công bố.
Sau chiến tranh, 24 trong tổng số 29 chiếc lớp Tench được hiện đại hóa trong các chương trình Ống hơi Hạm đội và Chương trình Công suất đẩy dưới nước lớn hơn (GUPPY: Greater Underwater Propulsion Power), và phần lớn đã tiếp tục phục vụ cùng Hải quân Hoa Kỳ cho đến đầu thập niên 1970. Mười bốn chiếc đã được chuyển giao cho hải quân các nước đồng minh để tiếp tục hoạt động cho đến giữa thập niên 1990. Đặc biệt Hai Shih (nguyên là chiếc Cutlass) vẫn đang còn phục vụ cùng Hải quân Trung Hoa dân quốc (Đài Loan), tính cho đến tháng 7 năm 2021, trở thành chiếc cuối cùng của lớp còn hoạt động.

### Huấn luyện Hải quân Dự bị
Nhằm mục đích duy trì một nguồn nhân lực dự bị được huấn luyện sẵn sàng trong Hải quân Dự bị Hoa Kỳ, Hải quân đã bố trí ít nhất 58 tàu ngầm trong giai đoạn 1946-1971 đến các cảng duyên hải và nội địa (thậm chí các cảng trong vùng Ngũ Đại Hồ như Cleveland, Detroit và Chicago), nơi chúng phục vụ như những nền tảng huấn luyện để nhân sự dự bị thực tập vào dịp cuối tuần. Ít nhất ba tàu ngầm lớp Tench đã phục vụ huấn luyện dự bị. Trong vai trò này, các con tàu không còn khả năng lặn với chân vịt được tháo dỡ, và chỉ đơn thuần phục vụ như tàu huấn luyện cố định tại bến tàu. Chúng được liệt kê như những tàu "trong biên chế và trong thành phần dự bị", cho dù một số được cho xuất biên chế rồi tái biên chế trở lại cùng ngày hôm đó để thể hiện việc thay đổi trạng thái.

### Phục vụ tại nước ngoài
Một số lượng lớn tàu ngầm còn khá hiện đại nhưng trở nên dư thừa đối với hạm đội Hoa Kỳ đã được chuyển giao cho hải quân các nước đồng minh dưới hình thức bán, cho thuê hay cho mượn. Mười bốn chiếc lớp Tench đã được chuyển giao, đa số đã phục vụ trên 25 năm cho Hải quân Hoa Kỳ, bao gồm bốn chiếc cho Brazil; hai chiếc cho Thổ Nhĩ Kỳ và hai chiếc cho Ý; cùng Hy Lạp, Pakistan, Canada, Venezuela, Peru và Đài Loan, mỗi nước một chiếc. Trong số đó Diablo được chuyển cho Pakistan mượn vào năm 1963, nơi nó phục vụ cùng Hải quân Pakistan như là chiếc PNS Ghazi. Chiếc tàu ngầm đã tiếp tục tham gia trong hai cuộc chiến tranh, trước khi bị đắm trong vịnh Bengal vào ngày 4 tháng 12, 1971 trong cuộc Chiến tranh Ấn Độ-Pakistan năm 1971, có thể do trúng thủy lôi. Diablo trở thành tàu ngầm lớp Tench cuối cùng tham gia một hoạt động tác chiến.

### Những hình ảnh

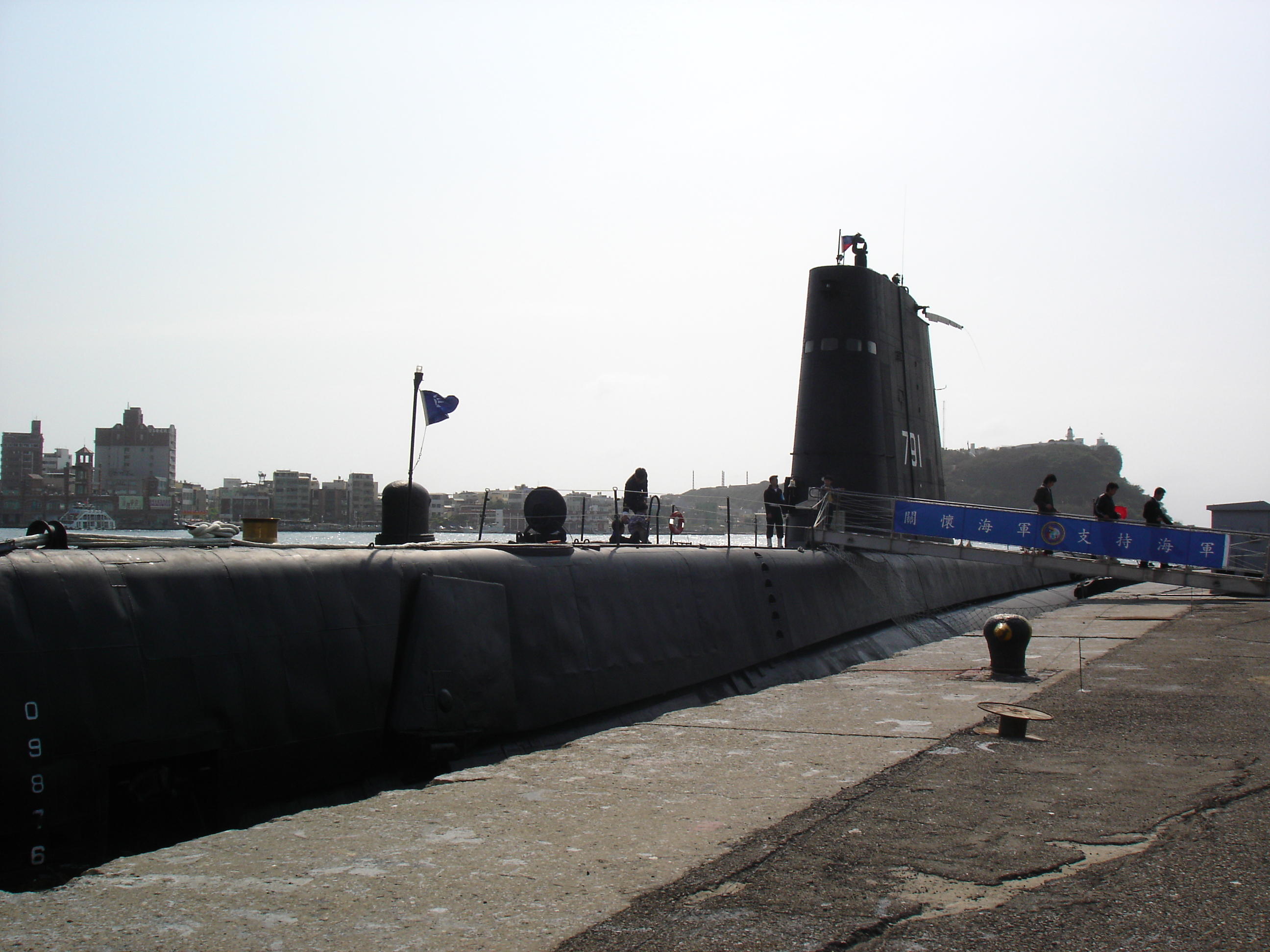
Tàu ngầm Đài Loan Hai Shih (âm Hán-Việt: Hải Sư), nguyên là Cutlass, vẫn còn phục vụ tính đến tháng 7, 2021
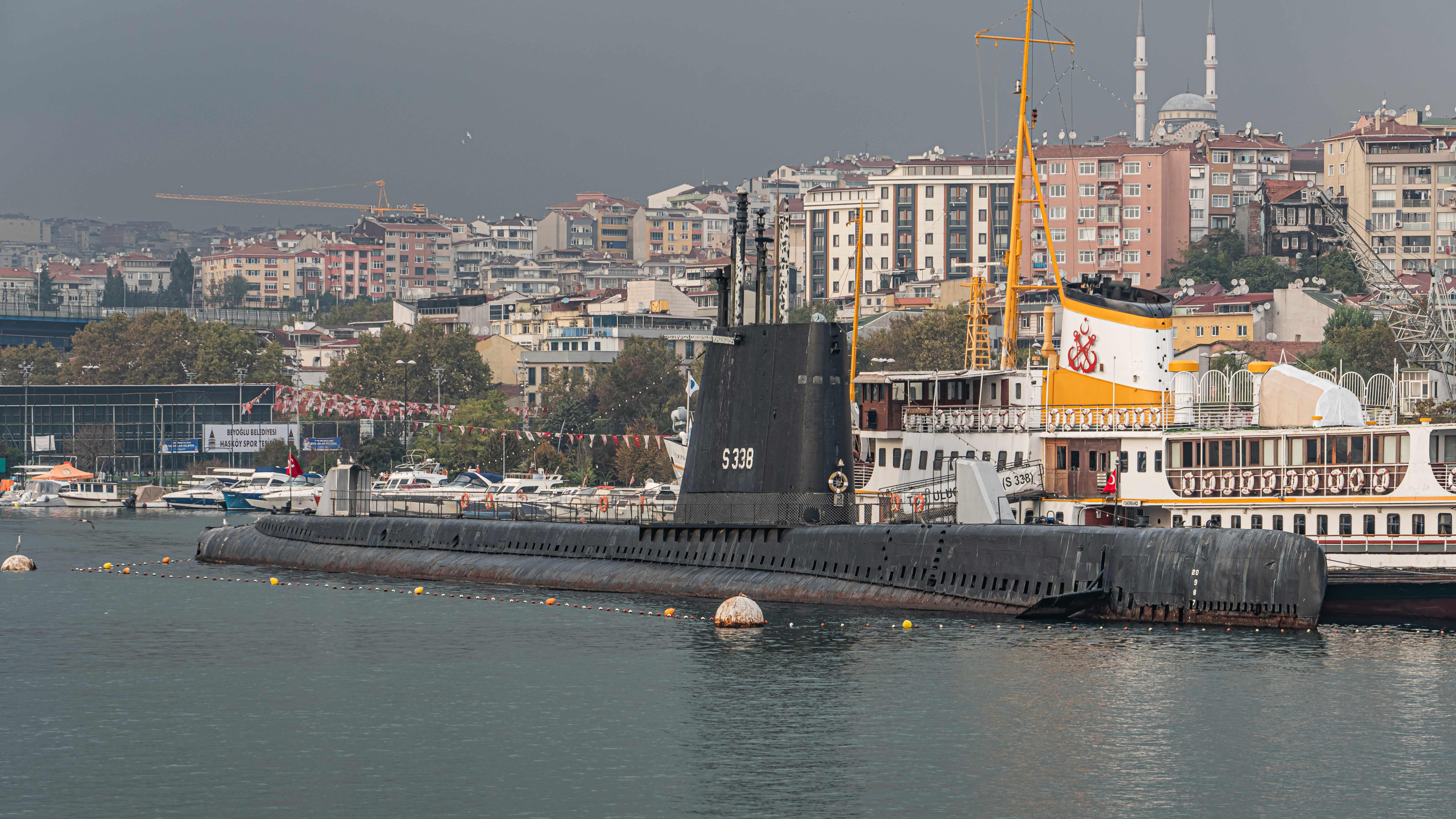
TCG Uluçalireis đang neo đậu tại Bảo tàng Rahmi M. Koç tại Sừng Vàng, Istanbul
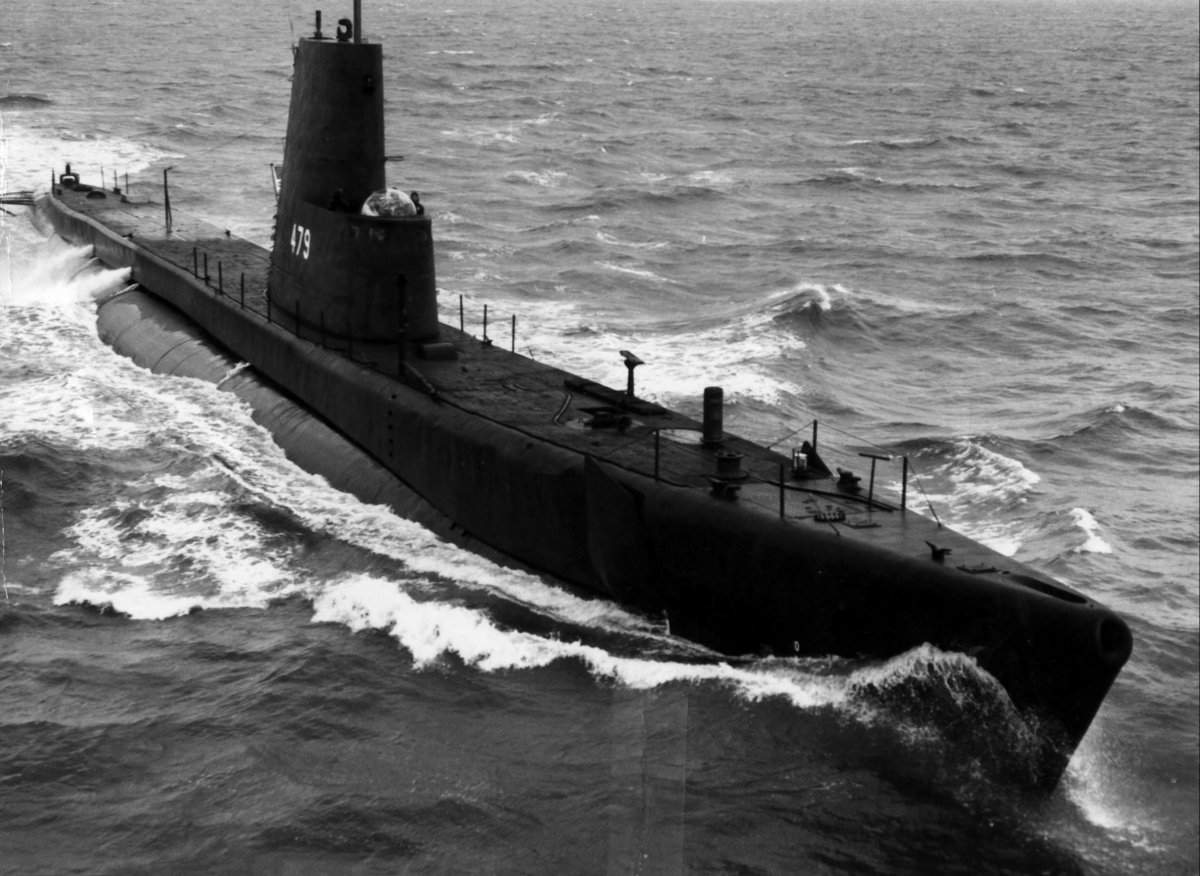
PNS Ghazi của Hải quân Pakistan
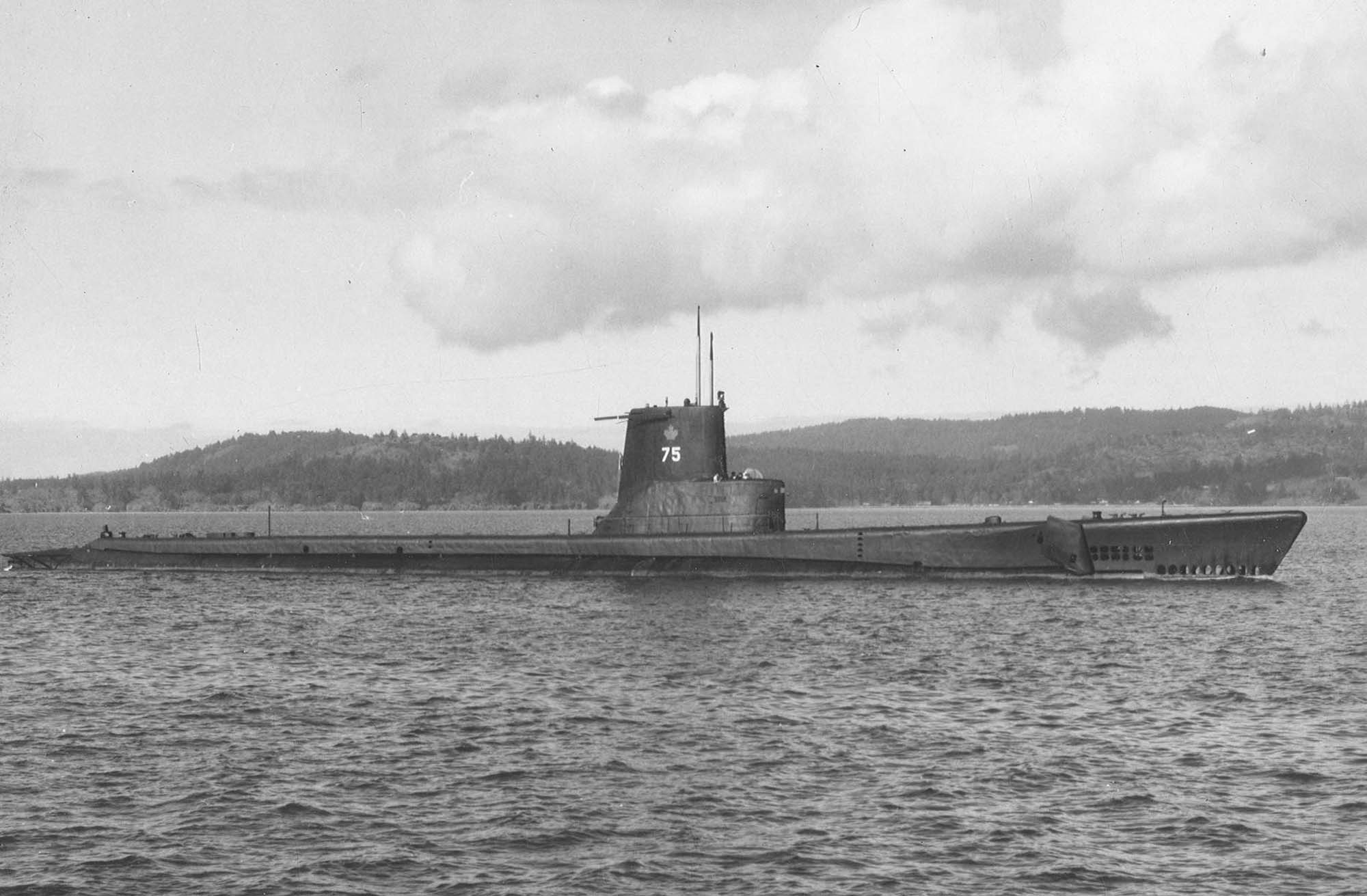
HMCS Rainbow của Hải quân Hoàng gia Canada

## GUPPY và những nâng cấp sau Thế Chiến II
Vào lúc Chiến tranh Thế giới thứ hai kết thúc, Hải quân Hoa Kỳ bất ngờ nhận ra họ đã lạc hậu trong lĩnh vực kỹ thuật áp dụng cho tàu ngâm, khi 29 chiếc lớp Tench đã tụt hậu so với các đối thủ Đức Quốc xã cho dù chỉ mới từ một đến ba năm tuổi. Những chiếc U-boat Type XXI vớidung lượng ắc-quy lớn, hình dạng suôn thẳng để đạt được tốc độ cao khi lặn, và trang bị ống hơi, rõ ràng là một tàu ngầm của thế hệ tiếp theo. Vì vậy Chương trình Công suất đẩy dưới nước lớn hơn (GUPPY: Greater Underwater Propulsion Power Program) được đề ra nhằm cung cấp cho những tàu ngầm lớp Balao và Tench những khả năng của Type XXI. Khi sự tốn kém của việc nâng cấp nhiều tàu ngầm lên tiêu chuẩn GUPPY trở nên rõ ràng, gói nâng cấp Ống hơi Hạm đội (Fleet Snorkel) được đưa ra để bổ sung ống hơi cùng một vài sửa đổi hành dạng tàu suôn thẳng. Tổng cộng 16 chiếc lớp Tench đã được nâng cấp với một trong các gói GUPPY, và thêm 8 chiếc nữa được cải tiến theo chương trình Ống hơi Hạm đội. Diablo, một trong số tàu ngầm được nâng cấp Ống hơi Hạm đội, được cải biến ngay trước khi được chuyển giao cho Pakistan. Đa số các chiếc được nâng cấp đã tiếp tục phục vụ cho đến thập niên 1970, và nhiều được được chuyển giao cho hải quân các nước đồng minh để tiếp tục hoạt động, trong khi  những chiếc khác xuất biên chế và tháo dỡ.
Cho dù có những khác biệt giữa các chương trình cải biến GUPPY khác nhau, một cách tổng quát hai dàn ắc-quy Sargo ban đầu được thay thế bởi bốn dàn ắc-quy Guppy gọn nhẹ hơn (GUPPY I và II) hoặc ắc-quy Sargo II, nhờ tận dụng khoảng trống của các khoang bên dưới, thường bao gồm việc tháo dỡ động cơ diesel phụ trợ. Tất cả các thiết kế ắc-quy này đều vẫn dựa trên công nghệ acid-chì. Nhờ đó tổng số cell ắc-quy được nâng từ 252 lên 504; nhưng mặt trái của nó là cần phải được thay thế sau mỗi 18 tháng thay vì 5 năm. Ắc-quy Sargo II được phát triển như là giải pháp kinh tế hơn so với ắc-quy Guppy đắt tiền. Mọi nâng cấp GUPPY đều bao gồm việc trang bị ống hơi, cùng với cấu trúc thượng tầng và mũi tàu suôn thẳng hơn, đồng thời động cơ điện được nâng cấp lên kiểu lõi kép tốc độ chậm dẫn động trực tiếp, cũng như hệ thống điện và điều hòa không khí được hiện đại hóa. Mọi chiếc lớp Tench được cải biến GUPPY đều được nâng cấp sonar, hệ thống điều khiển hỏa lực và hệ thống hỗ trợ điện tử (ESM: Electronic Support Measures).

### GUPPY I

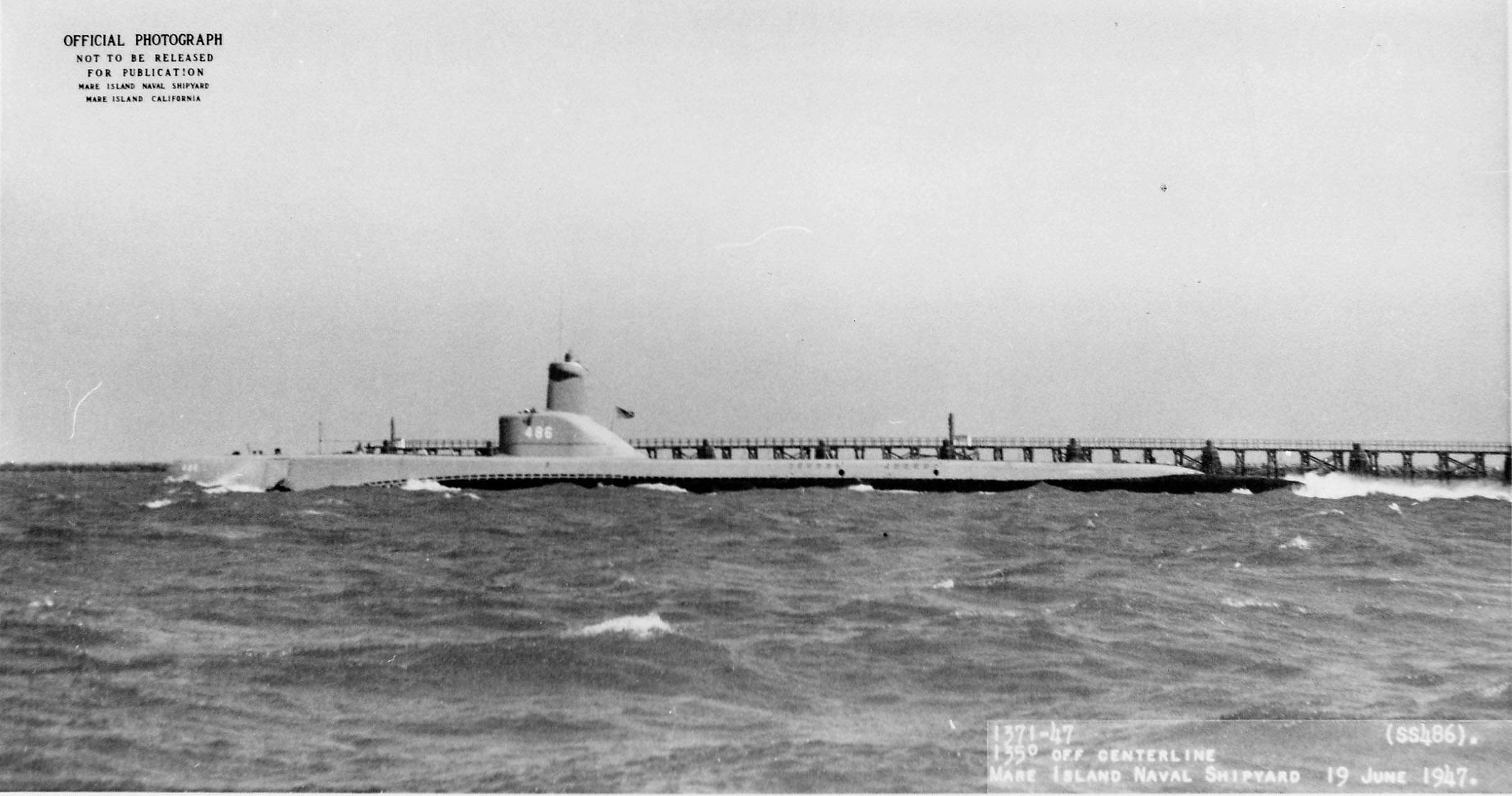
trong cấu hình GUPPY I.

Hai tàu ngầm lớp Tench: Odax và Pomodon, được cải biến như những nguyên mẫu cho chương trình GUPPY vào năm 1947. Chúng tỏ ra rất thành công cho dù ban đầu chưa được trang bị ống hơi. Pomodon đã đạt đến tốc độ 17,9 kn (33,2 km/h) còn Odax đến 18,2 kn (33,7 km/h) khi lặn thử nghiệm; nhưng mặc dù đã được nâng cấp ắc-quy, chúng chỉ duy trì được tốc độ tối đa như vậy trong một giờ. Tuy nhiên những vấn đề chao nghiêng và kiểm soát độ sâu khi di chuyển nhanh được ghi nhận, và sau đó được bù trừ thành công. Một trong những ưu điểm của kiểu dáng suôn thẳng hơn là tín hiệu sonar chủ động phản hồi từ một tàu ngầm GUPPY đã giảm khoảng 10%, và tốc độ đi ngầm nhanh hơn đã làm giảm hiệu quả của những vũ khí chống ngầm.

### GUPPY II

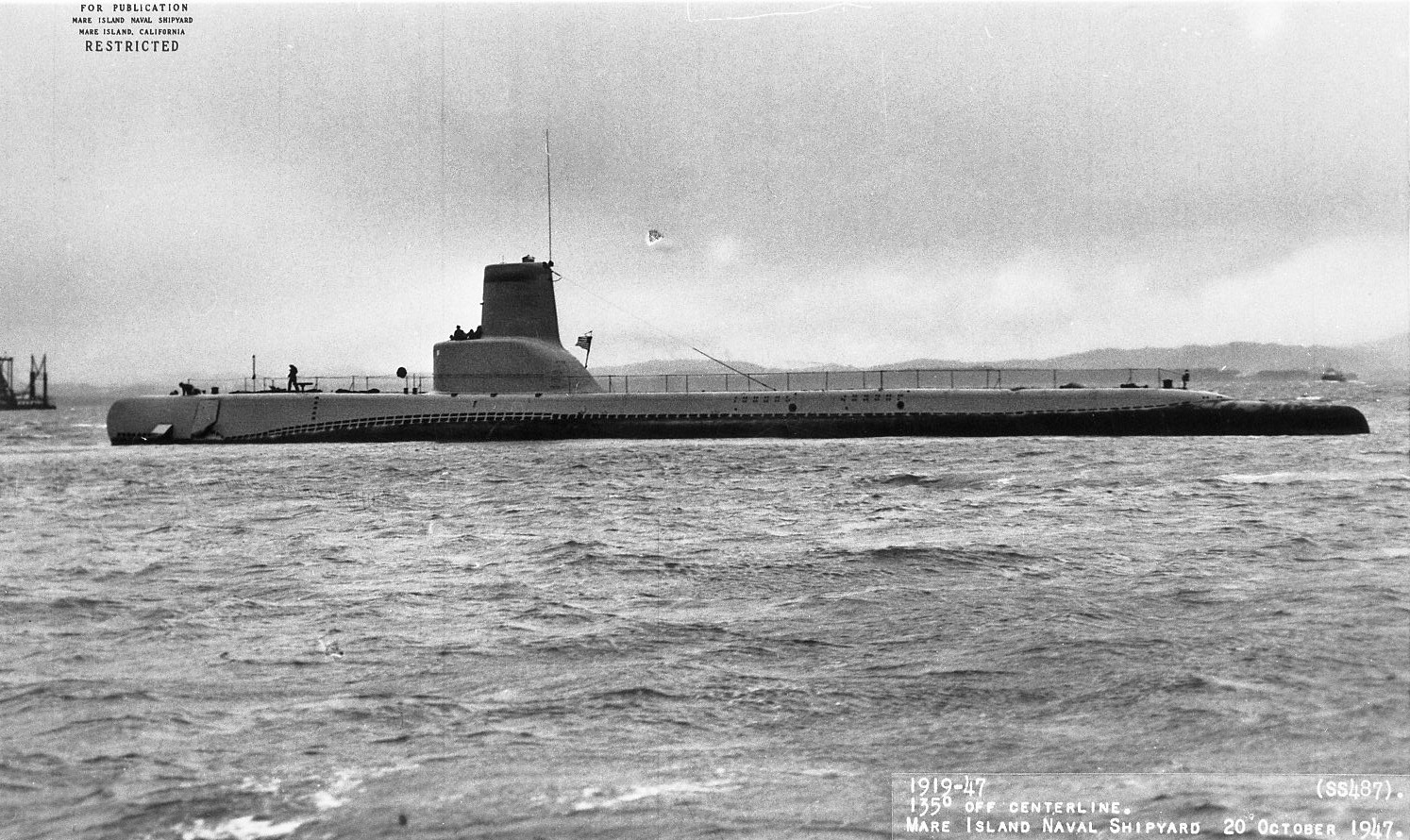
trong cấu hình GUPPY II.

Đây là chương trình GUPPY đầu tiên được áp dụng hàng loạt, hầu hết thực thực hiện trong giai đoạn 1947-1949. Mười một tàu ngầm lớp Tench đã được nâng cấp GYPPY II: Amberjack, Cutlass, Grampus, Grenadier, Odax, Pickerel, Pomodon, Remora, Sea Leopard, Sirago và Volador, bao gồm hai chiếc được cải biến GUPPY I nguyên mẫu. Đây là gói duy nhất được trang bị ắc-quy Guppy.

### GUPPY IA

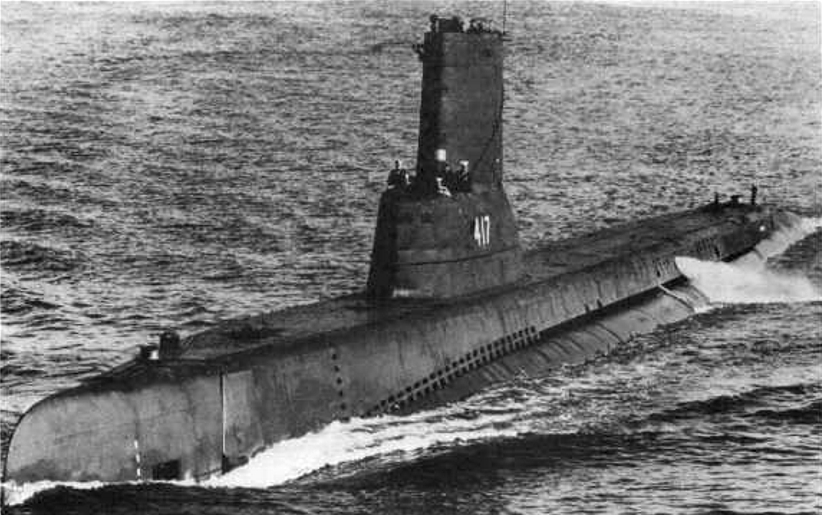
trong cấu hình GUPPY IA

Chương trình này được phát triển như là giải pháp tiết kiệm hơn so với GUPPY II. Tench được cải tiến vào năm 1951. Ắc-quy Sargo II ít tốn kém hơn được sử dụng cùng với các biện pháp cắt giảm chi phí khác.

### Chương trình Ống hơi Hạm đội

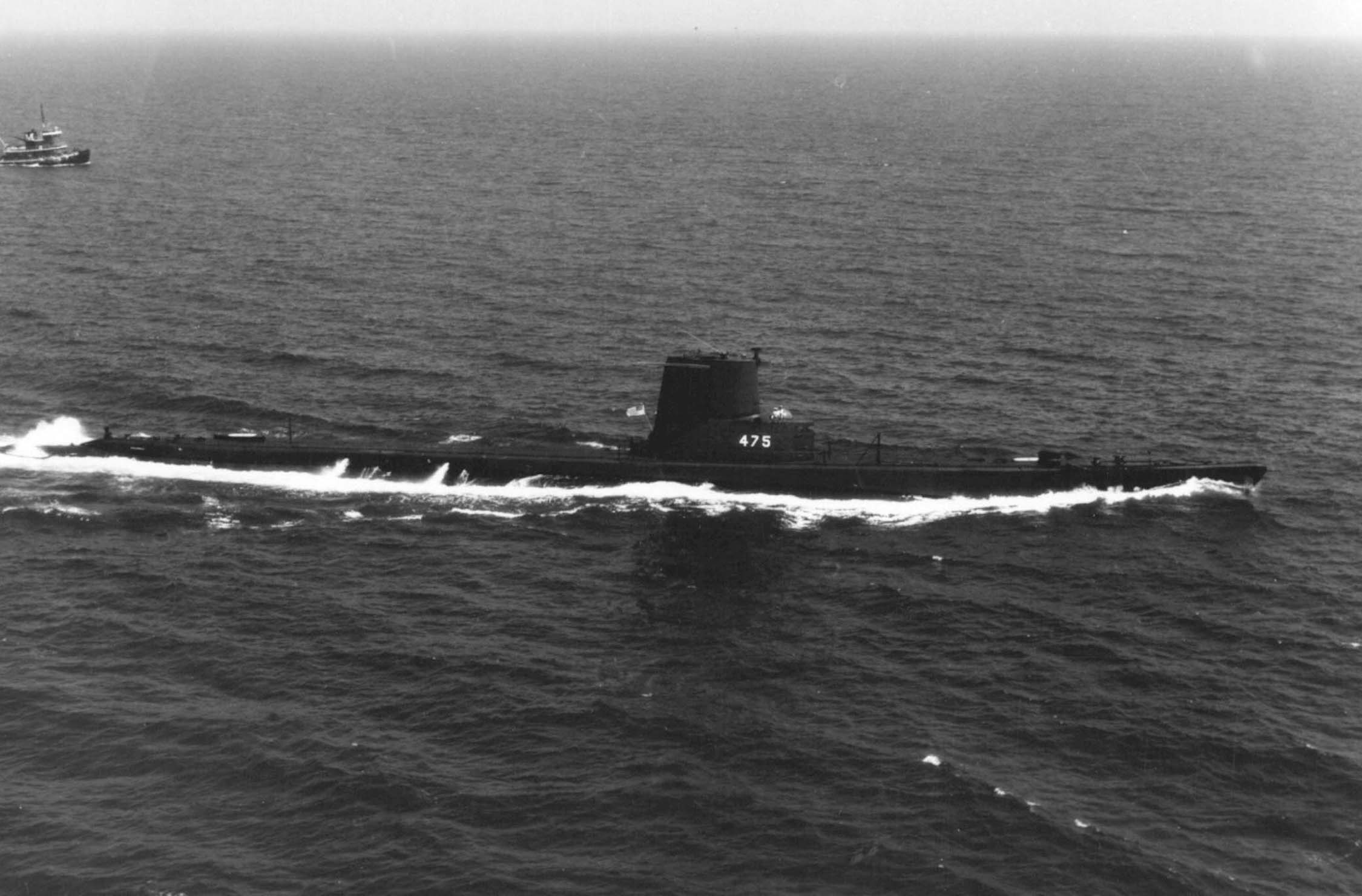
trong cấu hình Ống hơi Hạm đội

Chương trình Ống hơi Hạm đội (Fleet Snorkel) được đưa ra như là phương án nâng cấp đơn giản tiết kiệm chi phí so với nâng cấp GUPPY đầy đủ, khi khả năng hoạt động ngầm dưới nước ít được cải thiện, đặc biệt là ắc-quy Sargo đã không được nâng cấp. Tám chiếc lớp Tench đã được nâng cấp, hầu hết vào các năm 1951–1952, bao gồm Argonaut, Diablo (ngay trước khi được chuyển giao cho Pakistan), Irex, Medregal, Requin, Runner, Spinax và Torsk. Các con tàu có cấu trúc thượng tầng suôn thẳng hơn và trang bị ống hơi, nâng cấp sonar, điều hòa không khí và điện tử. Một số chiếc giữ lại khẩu hải pháo 5-inch/25 caliber trên boong, nhưng bị tháo dỡ trong những năm 1950.

### GUPPY IIA
Chương trình này tương tự như GUPPY IA, ngoại trừ một trong các động cơ diesel phía trước được tháo dỡ để phòng động cơ không quá chật chội. Bốn chiếc lớp Tench là Quillback, Thornback, Tirante và Trutta được nâng cấp theo chương trình GUPPY IIA trong những năm 1952–1954.

### GUPPY IB
Đây là gói nâng cấp đơn giản cho hai chiếc lớp Gato và hai chiếc lớp Balao trước khi được chuyển giao cho hải quân Đồng Minh (hai chiếc cho Ý và hai chiếc cho Hà Lan) trong những năm 1953–1955. Chúng không được nâng cấp sonar và điện tử như các chương trình GUPPY khác. Không có chiếc lớp Tench nào được nâng cấp theo chương trình này.

### GUPPY III

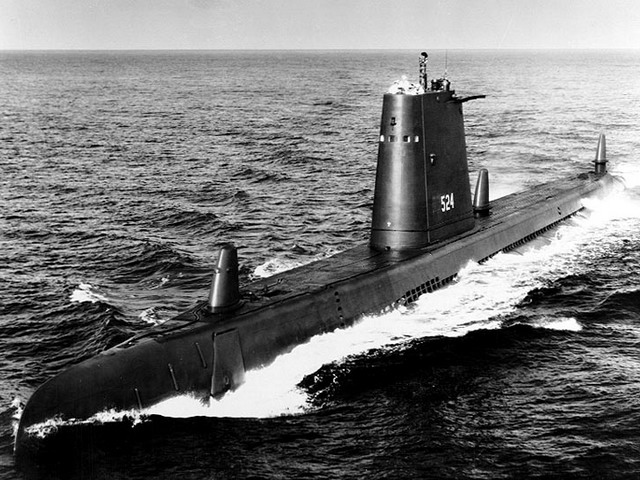
trong cấu hình GUPPY III.

Chín tàu ngầm, trong đó có ba chiếc lớp Tench: Pickerel, Remora và Volador được nâng cấp từ chuẩn GUPPY II lên  GUPPY III trong những năm 1959-1963, như một phần của Chương trình Hồi sinh và Hiện đại hóa Hạm đội II (FRAM: Fleet Rehabilitation and Modernization II). Ba chiếc lớp Tench được kéo dài thêm 15 ft (4,6 m) phía trước phòng điều khiển để bố trí thiết bị sonar, điện tử, chỗ nghỉ ngơi và kho chứa,  cùng một cấu trúc thượng tầng "Phương Bắc" cao hơn nhằm cải thiện hoạt động trên mặt nước khi biển động. Những nâng cấp này cũng được áp dụng cho một số tàu GUPPY và Ống hơi Hạm đội khác. Một hệ thống sonar BQG-4 PUFFS (Passive Underwater Fire Control Feasibility Study) với ba vòm dạng vây cá mập được trang bị. Ngoài ra hệ thống điều khiển hỏa lực được nâng cấp để có thể phóng ngư lôi Mark 45 với đầu đạn nguyên tử.

### Tàu ngầm cột mốc radar

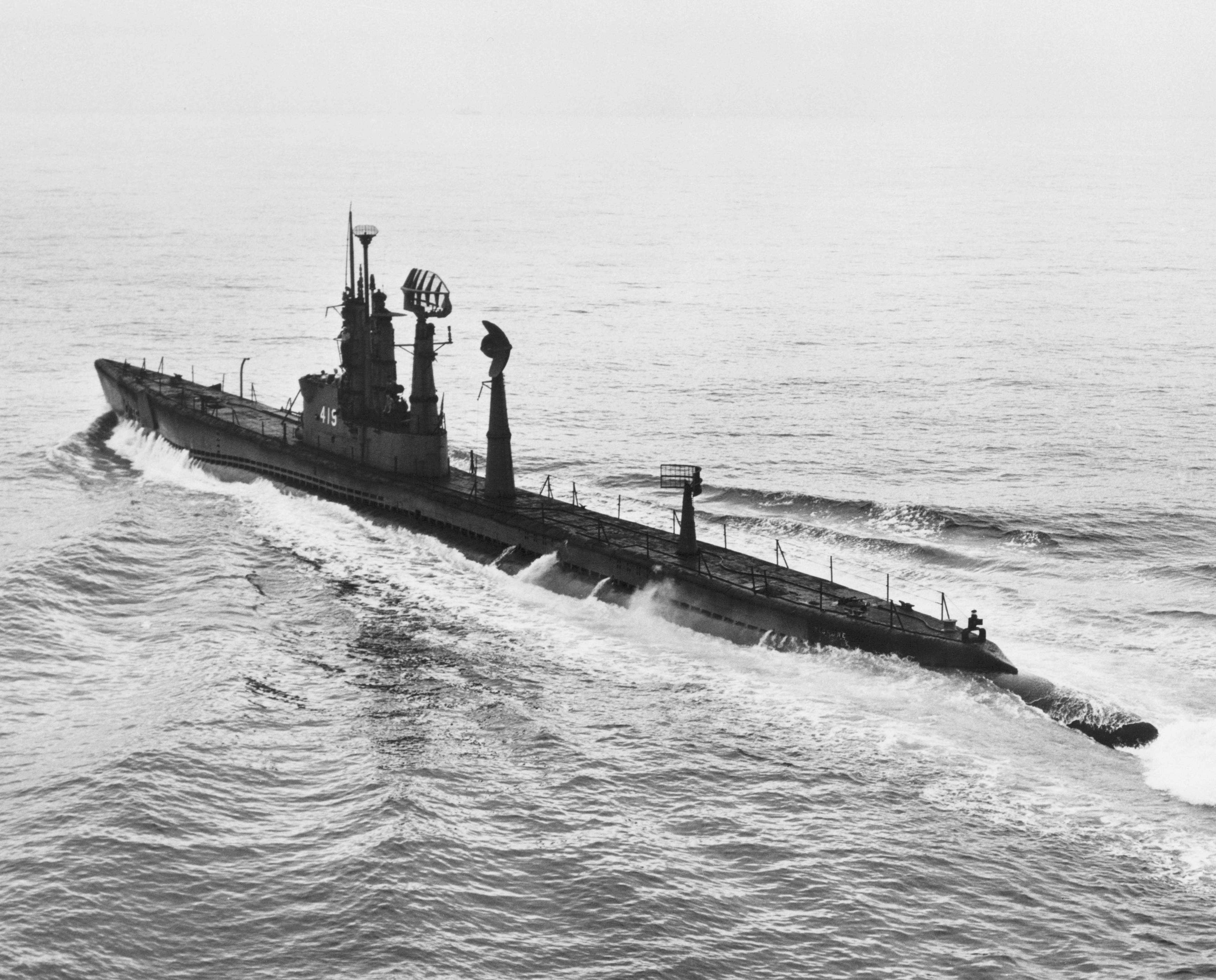
trong cấu hình tàu ngầm cột mốc radar

Sự xuất hiện của chiến thuật tấn công tự sát Kamikaze vào cuối Thế Chiến II đưa đến nhu cầu cần có radar phòng không tầm xa chung quanh hạm đội. Các tàu khu trục và tàu hộ tống khu trục cột mốc radar được đưa vào hoạt động, nhưng tỏ ra mong manh vì trở thành mục tiêu được đối phương nhắm đến. Vì tàu ngầm có thể lặn xuống né tránh không kích, nên có sáng kiến cải biến bốn tàu ngầm, trong đó có chiếc Remora thuộc lớp Tench, thành những nguyên mẫu tàu ngầm cột mốc radar. Tuy nhiên chúng chưa từng hoạt động trong vai trò này.
Mười tàu ngầm hạm đội sau đó được cải biến cho vai trò này trong giai đoạn 1946-1953, và được xếp lại lớp thành những tàu ngầm cột mốc radar (SSR). Ba chiếc lớp Tench: Requin, Spinax và Tigrone, nằm trong số được cải biến, trong đó hai chiếc đầu trong khuôn khổ Đề án Migraine I vào năm 1946. Sau khi Tigrone được cải biến trong khuôn khổ Đề án Migraine II (SCB-12) vào năm 1948, hai chiếc kia cũng được nâng cấp lên chuẩn này, với radar phòng không và radar đo độ cao mạnh mẽ được trang bị trên cột ăn-ten, và ống phóng ngư lôi được tháo dỡ khỏi phòng ngư lôi phía đuôi, lấy chỗ lắp đặt các thiết bị điện tử cần thiết.
Tàu ngầm SSR chỉ đạt được những thành công giới hạn, do bản thân thiết bị radar gặp trục trặc và kém tin cậy, và tốc độ mặt nước của tàu ngầm không đủ để bảo vệ một tàu sân bay di chuyển nhanh. Hệ thống radar được tháo dỡ và các con tàu quay trở lại hoạt động thông thường từ năm 1959.

### Tàu ngầm thử nghiệm sonar
Conger được lắp đặt thiết bị sonar BRASS II (Bottom Reflection Active Sonar System II) vào năm 1961 và xếp lại lớp như một tàu ngầm phụ trợ (AGSS) vào năm 1962. BRASS II sau đó phát triển thành kiểu vòm sonar được sử dụng trên   Thresher và các lớp tàu ngầm tấn công Hoa Kỳ tiếp theo.
Tigrone, nguyên là một tàu ngầm cột mốc radar, được xếp lại lớp thành AGSS và cải biến thành một tàu ngầm thử nghiệm sonar trong các năm 1963–1964. Nhằm phục vụ cho việc thử nghiệm và phát triển sonar của Phòng thí nghiệm Âm thanh Dưới nước Hải quân, con tàu có một cấu hình độc đáo khi tháo dỡ toàn bộ các ống phóng ngư lôi, lấy chỗ cho việc lắp đặt thiết bị điện tử liên quan đến hệ thống sonar BRASS III. Một vòm sonar lớn được lắp đặt phía mũi tàu, và các cảm biến sonar cũng được đặt trên cấu trúc thượng tầng.

### Các nghiên cứu phát triển tiếp theo
Vào cuối năm 1944, Văn phòng Tàu chiến tiến hành tham khảo một nhóm sĩ quan tàu ngầm được Đô đốc Charles A. Lockwood, Tư lệnh Lực lượng Tàu ngầm Thái Bình Dương tập hợp, nhằm lấy ý kiến về đặc tính của một tàu ngầm trong tương lai. Nhiều thiết kế đã được xem xét đến, và các sĩ quan tàu ngầm mong muốn một tàu ngầm có thể lặn sâu hơn, mang nhiều ngư lôi hơn và tốc độ cao hơn, nhưng không thể kết hợp tất cả đặc tính vào trong một thiết kế khả thi. Cuối cùng một đề án mang tên Thiết kế B được phát triển vào tháng 5, 1945. Nó dài 336 ft (102 m), choán nước 1.960 tấn Anh (1.990 t) khi nổi và 2.990 tấn Anh (3.040 t) khi lặn, trang bị động cơ Fairbanks-Morse 12 xy lanh có siêu tăng áp để đạt tốc độ 22,5 kn (41,7 km/h) trên mặt nước. Vũ khí trang bị gồm 12 ống phóng ngư lôi 21 in (530 mm) (6 phía mũi, 6 phía đuôi), cùng sáu ống phóng 21 inch ngắn trên cấu trúc thượng tầng để phóng kiểu ngư lôi Mark 27 dò âm 19 in (480 mm). Độ sâu thử nghiệm sẽ được nâng lên 500 ft (150 m). Tuy nhiên sự cắt giảm việc chế tạo tàu ngầm trong năm 1945 đã khiến cho dự án này chấm dứt. Nếu như các tàu số hiệu từ SS-551 đến SS-562 không bị hủy bỏ, nhiều khả năng chúng sẽ được chế tạo theo thiết kế mới này.

## Tàu bảo tàng
Ba tàu ngầm lớp Tench được giữ lại để bảo tồn và trưng bày cho công chúng tham quan:
- USS Requin (SS-481) trưng bày tại Trung tâm Khoa học Kamin ở Pittsburgh, Pennsylvania.
- USS Torsk (SS-423) neo đậu tại cảng Baltimore, cạnh National Aquarium (Baltimore), Maryland.[22]
- TCG Uluçalireis (S 338) (nguyên là USS Thornback (SS-418)), trưng bày tại Bảo tàng Rahmi M. Koç, tại Sừng Vàng, Istanbul. [17]